# Ďáblova pevnost
Ďáblova pevnost (rusky Чёртово Городище) je skalní útvar ve Sverdlovské oblasti, Uralském federálním okruhu v Rusku. Skalní útvar, který je součástí Hornoisetského žulového masívu (Верх-Исетский гранитный массив), se skládá z několika druhů hornin, je oblíbeným turistickým a horolezeckým cílem a archeologickým nalezištěm.

## Popis
Skalní útvar Ďáblova pevnost je vysoký 20 metrů a nachází se na vrcholu stejnojmenné zalesněné hory ve vzdálenosti asi 4,5 km od vesnice Iseť (Исеть). Hlavní vrstvu skalní formace tvoří žula s horní vrstvou sedimentárních hornin. Nachází se v hustě zalesněné oblasti poblíž přítoku řeky Iseť. Skalní útvar byl navštěvován lidmi již v dávných dobách, takže se na hoře nachází velké množství archeologických nálezů. Místní obyvatelé se o horu zajímali již v 19. století, ačkoli mnozí považovali skalní útvar za místo zla. První moderní dokumentace místa pochází z roku 1861, kdy na místo cestoval kněz z Jekatěrinburgu Vladimir Zacharovič Zemljanicyn. Zemljanicyn si na cestu přivedl dva přátele a všichni tři muži se později stali členy Uralské společnosti milovníků přírodních věd, která v roce 1873 zveřejnila zprávu o skále. Společnost zahájila druhou expedici na místo v roce 1874, přičemž se k ní připojil sám zakladatel společnosti Onisim Kler. Ten ve svém deníku poznamenal, že kameny mu připomínaly kyklopské struktury. Položil si otázku o smyslu a přemýšlel, jestli jsou kameny dílem starověkých lidí. V roce 1889 uspořádala Uralská společnost milovníků přírodních věd třetí výlet na místo.
Hora je i historickou památkou: ve starověku zde byla hutnická výroba a obětní místo starší doby železné a středověku. Byly nalezeny fragmenty keramiky itkulské kultury i pozdější doby.
Na konci 19. a na počátku 20. století se útvar stal populárnějším a časem se vliv vysokého počtu návštěvníků negativně odrazil na zdejším životním prostředí. V letech 1980 až 1985 byly skály pro veřejnost uzavřeny a vyčištěny, zároveň ale v téže době zde byla  uměle upravena cvičná lezecká skalní stěna, jedna z prvních svého druhu v SSSR. Místo zůstává oblíbeným cílem turistů a horolezců. Je také oblíbeným tématem pro fotografy.

### Etymologie
Název skalního útvaru může pocházet ze slova Chortan, což v překladu z mansijštiny znamená přední obchod. To se mohlo změnit na Sortan nebo Sart-tan, což vedlo k tomu, že skalní útvar je spojen s ďáblem.

## Galerie

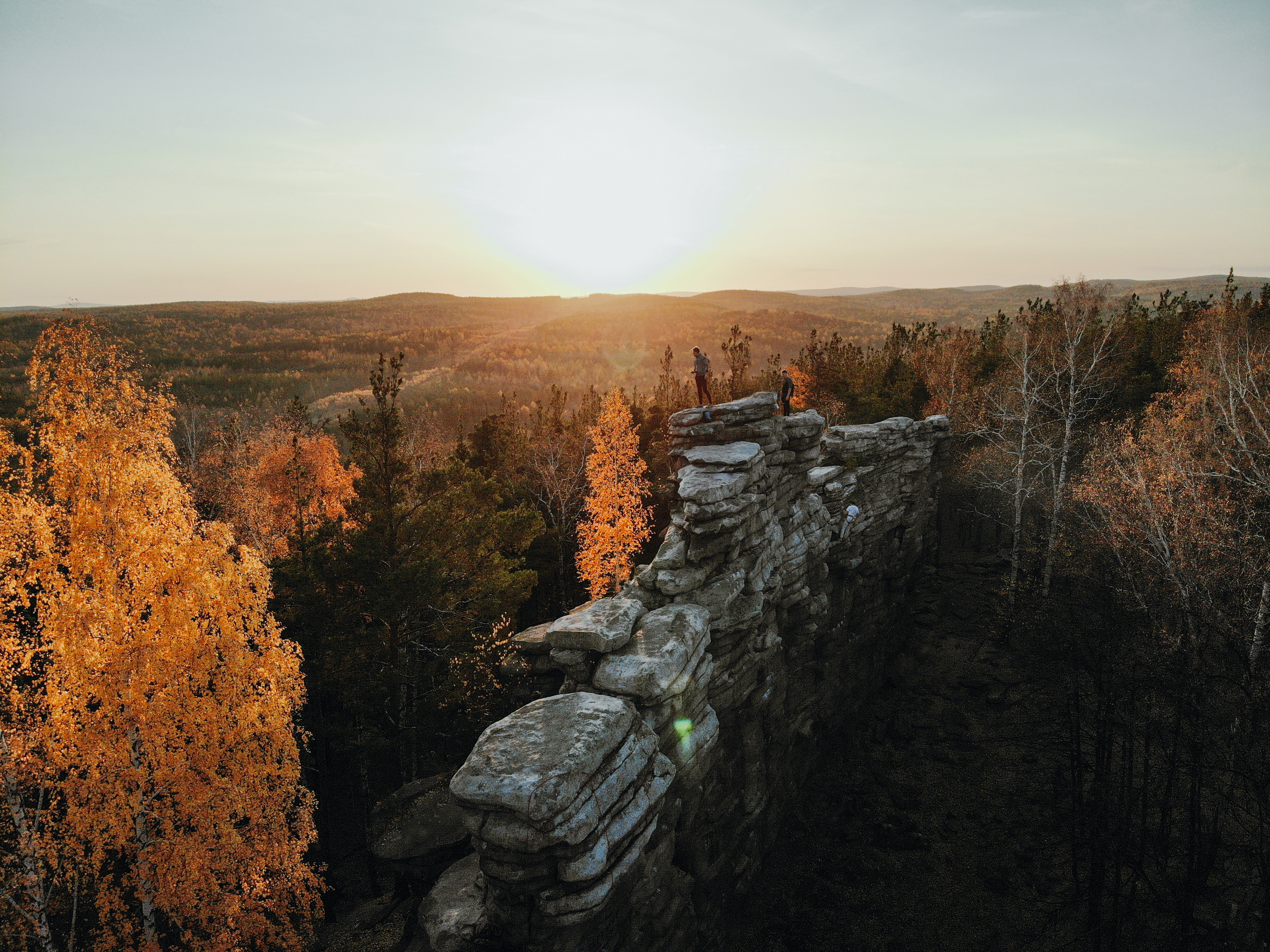
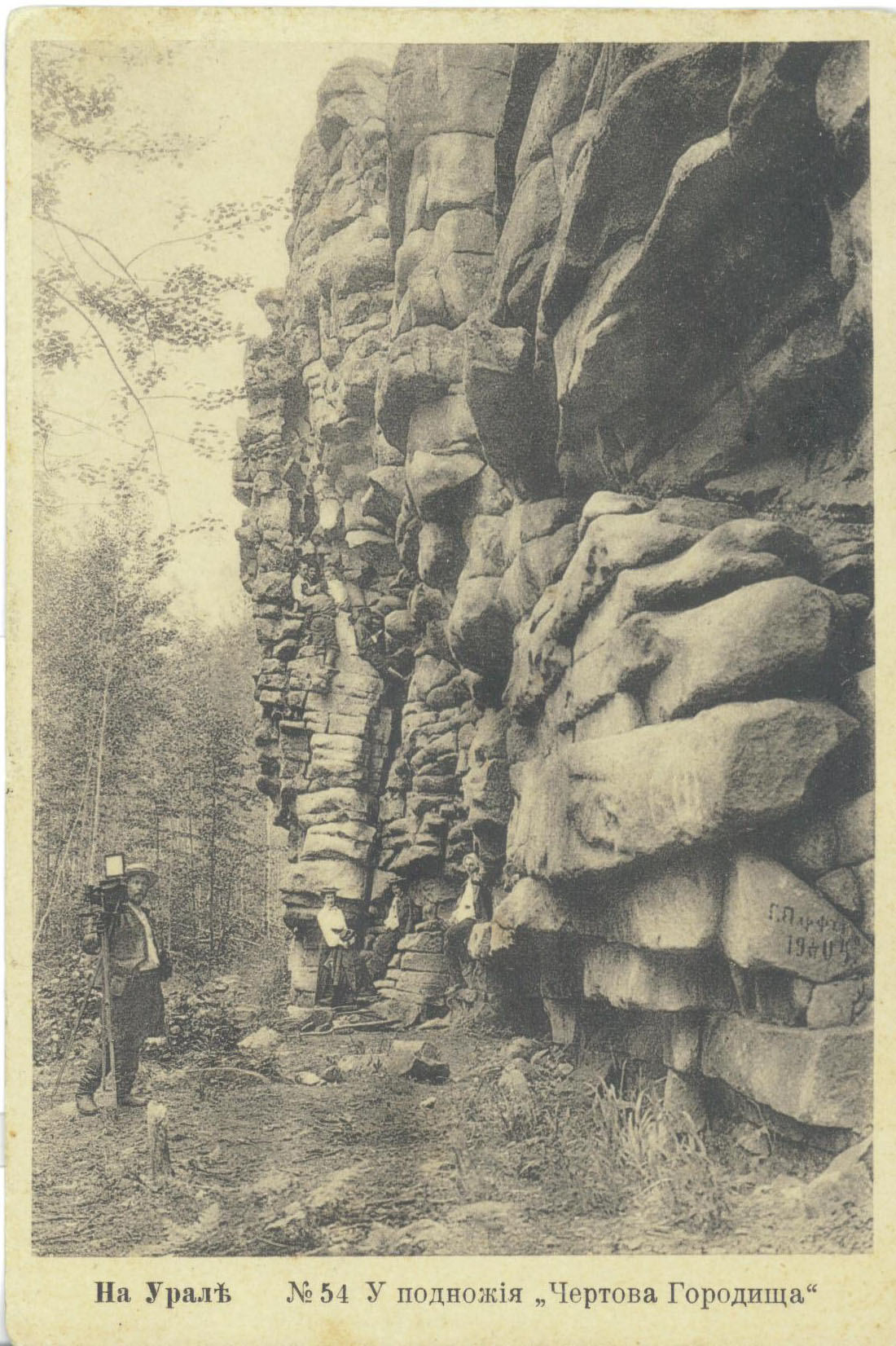
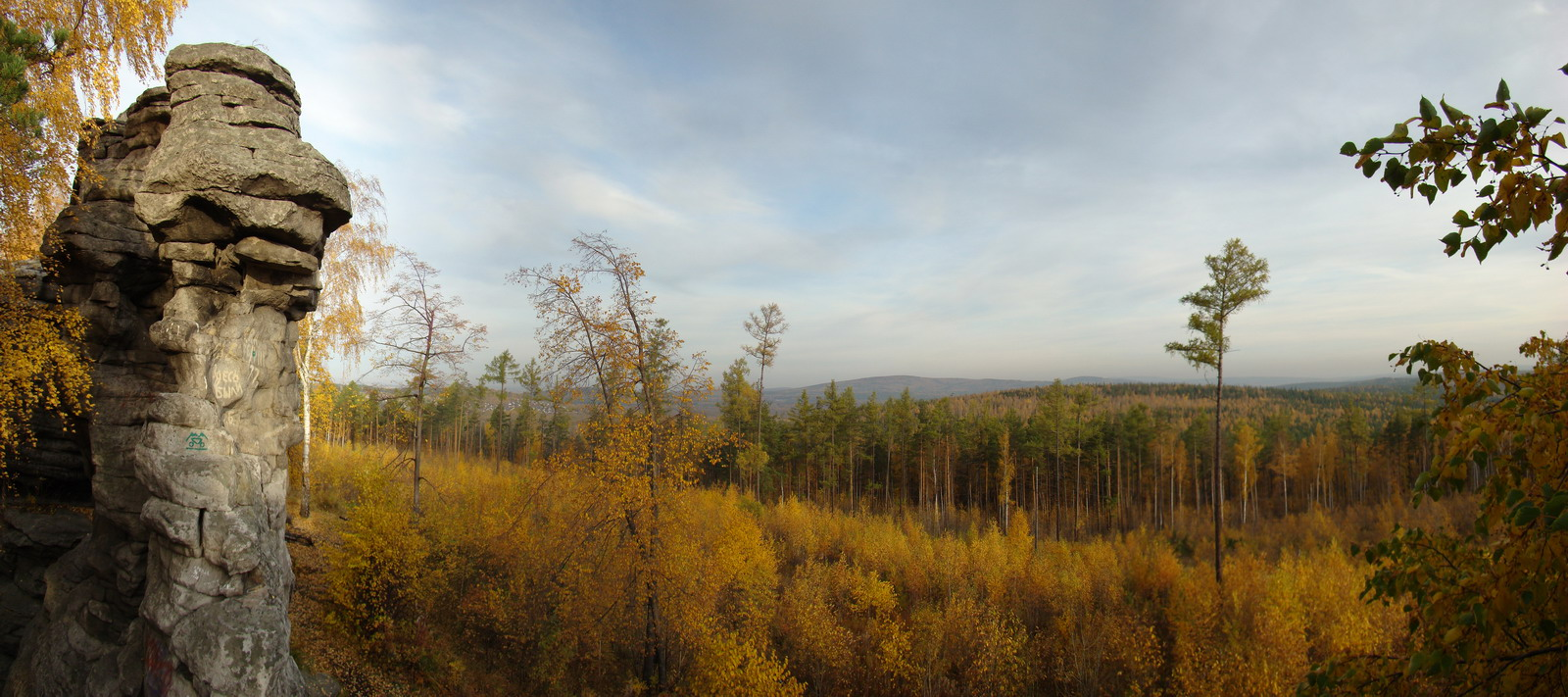
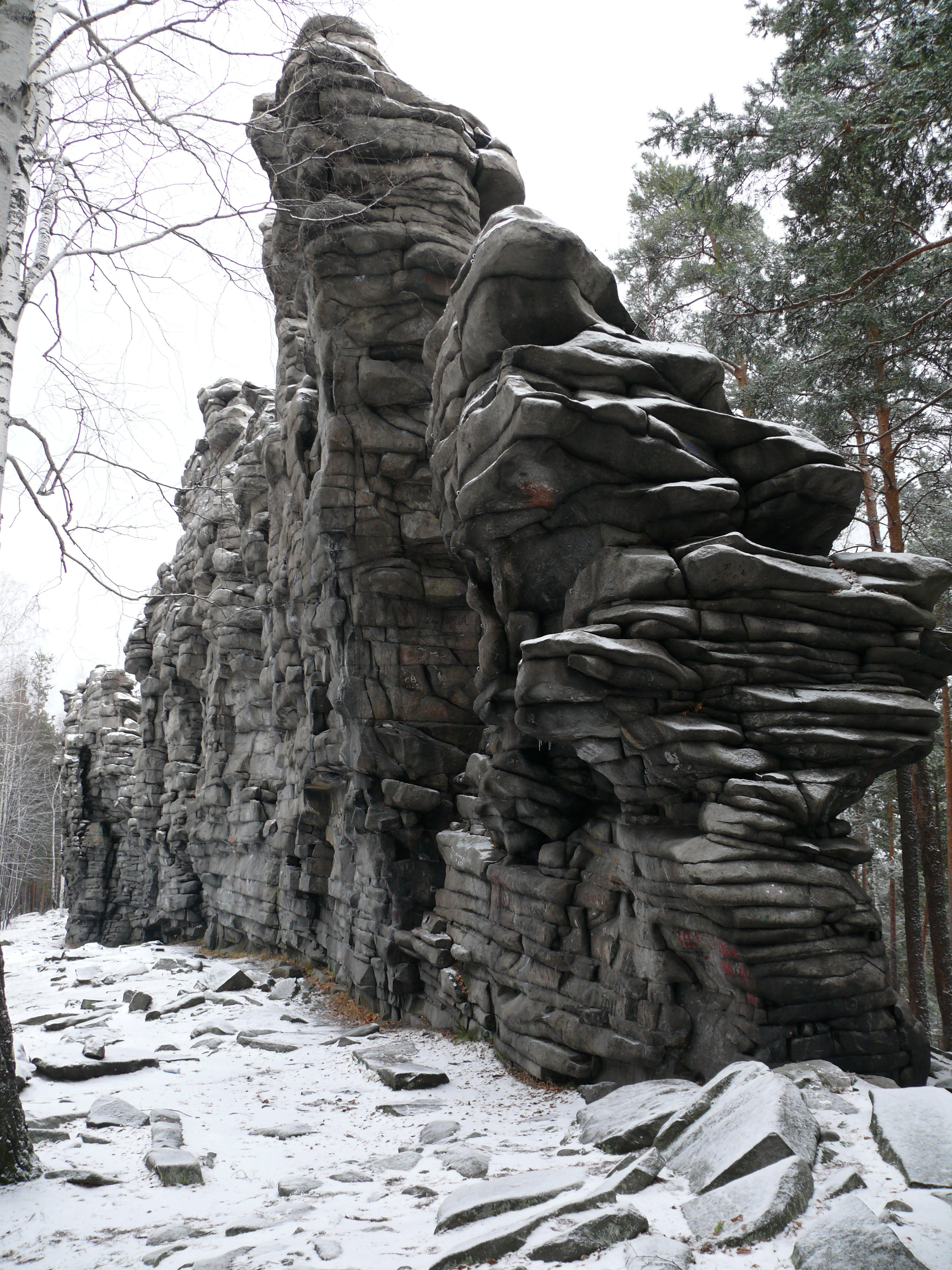